# MH 47. Bázisrepülőtér
A MH 47. Bázisrepülőtér (becenevén a „Párduc”) Pápa város közelében található, Magyarország három, magyar üzemeltetésű aktív katonai repterének egyike a szolnoki és a kecskeméti mellett. Napjainkban Magyarország egyetlen nyugat-magyarországi aktív katonai repülőtere.

## Története

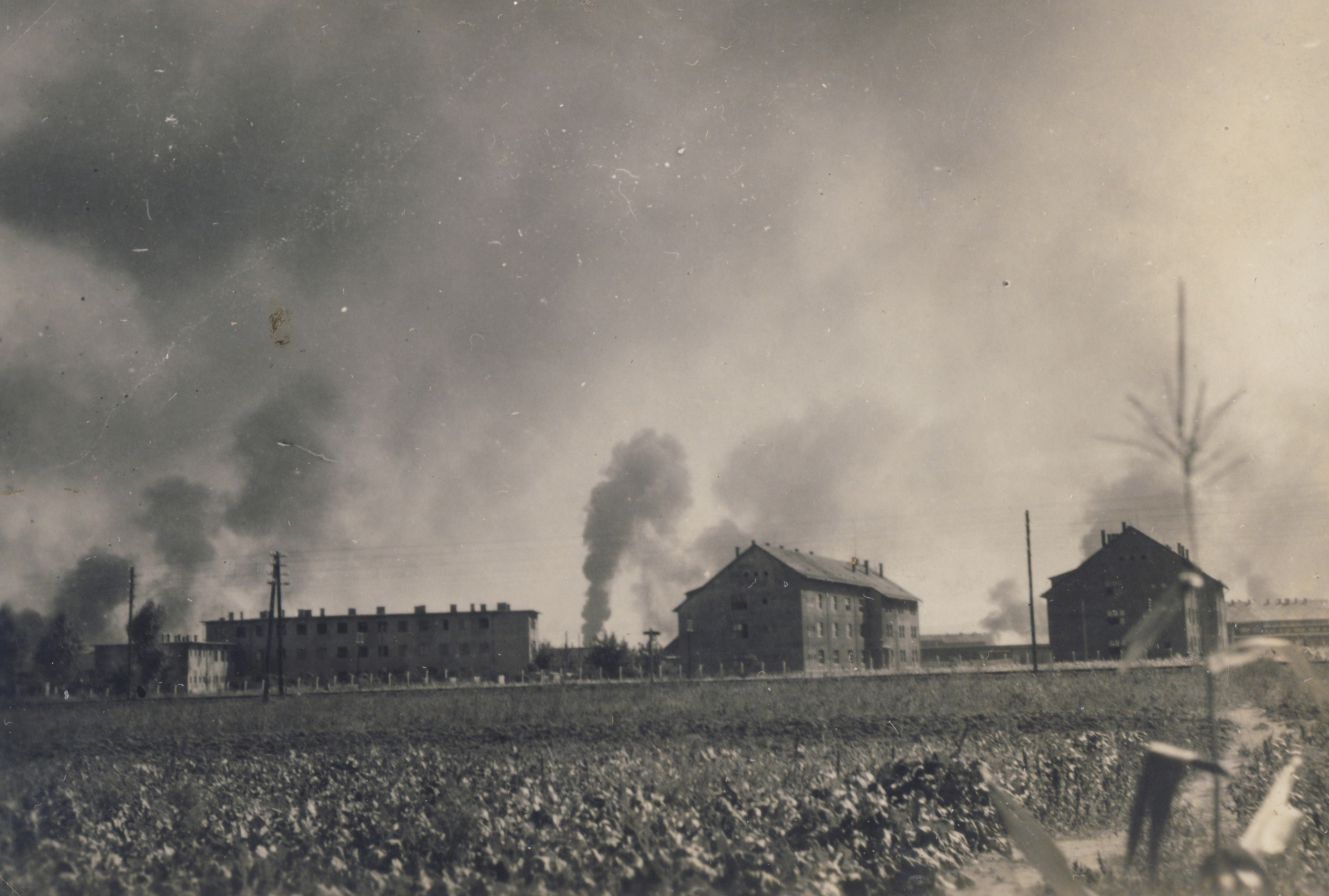
A pápai reptér a 2. világháborúban

A repülőtér már a második világháborúban is üzemelt. 1945. április–májusában ide települt a szovjet 611. vadászrepülő-ezred Jak–1, Jak–3 és Jak–9 típusú repülőgépekkel. A 195. gárda-vadászrepülő-hadosztály és az 5. gárda-vadászrepülő-ezred (195. GvIAD és 5. gviap) 1949-ben érkezett meg Veszprémből, MiG–15, Jak–11 és La–5 típusú repülőgépekkel (1945. május-június között érkeztek Szentkirályszabadjára Prágából). Az 5. gviap 31-32 darab MiG–15/Jak–11-gyel rendelkezett, 1950-től már csak MiG–15bisz/UTI-kkal repült, a következő év márciusától pedig a Strasshof an der Nordbahnból áttelepült 22. GvIAD 689. gviap átképzését kezdték meg P–63-ról MiG–15-re. 1951. november 19-én az 5. gviap egyik főhadnagya, A. A. Kalugin MiG–15bisz gépével leszállásra kényszerítette az Amerikai Légierő egyik C–47 Skytrain szállítógépét (helyi idő szerint 17:55-kor fogta el), amely 1956-ban HA-TSA lajstromjellel a Malév állományába került át. 1951 végén a típusátképzést követően a 689. gviap visszatelepült Strasshof an der Nordbahnba. 1956-ban az 5. gviap már MiG–19SZ-ekkel repült, október 23–24-e éjszakáján a 195. GvIAD riadókészültségben volt. 1957-ben a 195. GvIAD főhadiszállását és törzsét a tököli repülőtérre telepítették át, majd az 5. gviap 1961. október 1-jéig a Hévíz-Balaton nemzetközi repülőtérre települt (ekkor gépállománya: 10 db MiG–17F, 10 db MiG–17PF, 10 db MiG–19SZ).
Az 5. gviap-pal helyet cserélő, 1958-ban a 47. Harcászati Repülőezred nevet felvevő magyar repülőalakulat került a pápai repülőtérre 1961 őszén. Az alakulat szeptember 21-ig teljesített szolgálatot ezzel a hadrendi névvel, közvetlenül az Országos Légierő Parancsnokság (OLÉP) alárendeltségben. Még ebben az évben megérkezett az első MiG–21F–13-sorozat az alakulathoz, ahol azonnal megkezdték a típusátképzést.
Tizenhárom évvel később, 1974-ben az ezred befejezte az átfegyverzést MiG–21F–13-ról MF-re, majd négy évvel később, 1978-ban két századot MiG–21bisz-ekkel, majd 1979-ben egy századot MiG–23MF-ekkel szereltek fel.
1984-ben megkezdődött a futópálya teljes felújítása, ezért a teljes ezred (három század) áttelepült a mezőkövesdi és szentkirályszabadjai katonai repülőterekre. A rekonstrukciót befejezve a repülőtérre a gépek visszatelepültek, visszaállt a korábbi üzemre.
Három évvel később, 1987-ben Kup falu mellett elkészült az Egyesített Harcálláspont, amely magában foglalta az ezred megfigyelői, repülésirányítói szolgálatát és a légtérellenőrző zászlóalj harcálláspontjait. A Légierő Vezérkar tartalék harcálláspontjául is szolgált.
A rendszerváltozást követően 1992-ben az ezred felvette az MH 47. Pápa Harcászati Repülőezred nevet és így teljesít készültségi szolgálatot a repülőtéren. 1995. szeptember 1-jén Keleti György honvédelmi miniszter jelenlétében a MH vitéz Szentgyörgyi Dezső 101. Repülődandáren ünnepélyes keretek között is hadrendbe állt az 1. Harcászati Repülőszázad (a „Puma”) MiG–29-el és kivonták az állományból a MiG–21MF-eket, amiket aztán Pápára repültek. Két évvel később, több tragikus repülőeseményt követően 1997. március 1-jén a MiG–21MF, a MiG–23MF és a Szu–22-es gépeket kivonták a hadrendből (utóbbi típus a taszári repülőtér bezárása miatt került Pápára). Itt is raktározták őket, egy részüket fedett hangárokban. A haderőcsökkentés és átszervezés miatt 2000. augusztus 24-én ünnepélyes keretek között az MH 47. Harcászati Repülőezred gépállományát kivonták, a MiG–21bisz-ek utolsó, búcsúrepülését követően a teljes gépparkot leállították. Egy szűk évvel később, 2001. június 30-án az ezred is megszűnt, hogy július 1-jén megalakuljon belőlük az MH Pápa Bázisrepülőtér. A repülőteret az NSIP (NATO Security Investment Programme) segítségével kezdték el modernizálni. Négy évvel később, 2005. február 23-án befejeződött a Légiforgalmi Irányító Központ épületének teljes felújítása. Az átadásig kiépítették a BAK–12 típusú vészelfogó rendszert, kibővítették a futópálya végbiztonsági zónáit, felújították a pályaburkolatokat és felületi jelzésrendszereiket, folyékonyoxigén-töltő állomást, hajtóművező, átfegyverző és új repülőgép-tároló zónákat építtek ki, valamint STANAG-szerinti fényrendszerekkel látták el a teljes repülőteret. Egy 2400 vasúti folyóméter hosszú vasúti vágányt is kiépítettek, illetve a híradás-közlő rendszerek is felújításra kerültek. Szeptember 26-án a „bázisrepülőteret” ünnepélyes keretek között átadták, megnyitották a katonai légiforgalom számára. A megnyitó ünnepségen a Magyar Légierő összes merevszárnyú repülőgéptípusa leszállt a pályára. A területén elhelyezett, kivont katonai repülőeszközöket napjainkig a reptér egyik gurulóútján tárolják, ponyvás takarás nélkül.
A 2005-ben átadott könnyűszerkezetes légijármű-javító hangár épületében a Nyugat-magyarországi Légi Kutató-mentő szolgálat repülőeszközeit helyezték el, illetve adnak napi készültséget.
2006. szeptember 12-én tizenhárom NATO-tagország szándéknyilatkozatot (Letter of Intent, LOI) írt alá a szövetség légiszállító kapacitásának bővítésére, melyet később további tagországok is aláírtak (Magyarország és Norvégia, véglegesen tizenöt NATO-tagország és két partnerségi tag). A tervezet szerint 4 darab C–17 Globemaster III típusú nehéz teherszállító repülőgépet üzemeltettek volna közösen, az üzemeltető repülőtér későbbi kiválasztásával. A NATO Stratégiai Légiszállítási Képesség keretében végül 3 darab beszerzéséről döntöttek, a tenderező repülőterek a pápain kívül, a németországi ramsteini légibázis és a romániai Konstancai repülőtér voltak. A repülőtér képességeit demonstrálandó, 2007. augusztus 27-én az MH PRT 3. váltásának kb. 30 tonnányi eszközállományát erről a repülőtérről szállították ki Afganisztánba egy, az USAF által felajánlott C–17-es segítségével. A repülőgépek beszerzését és működtetését előkészítő munkacsoport 2007. november 16-án hirdette ki, hogy a nyertes pályázat a magyar MH Pápa Bázisrepülőtér lett.
A NATO SAC keretében működő első gép 2009 őszén érkezik meg, az utolsó harmadik pedig 2010 tavaszán. A három teherszállító gép kiszolgálására egy 150 fős többnemzetiségű állomány fog a repülőtéren tartózkodni, a Honvédség 340 fősre emeli a repülőtéren szolgálatot teljesítők számát, illetve körülbelül 300-400 fős polgári lakos is munkát fog tudni vállalni a repülőtéren.
Itt került megrendezésre 2008-ban a Cooperative Sarex 08 hadgyakorlat is.
A haderő-átszervezés következtében 2023. január 1-jétől új nevet és hadrendi számot visel: MH 47. Bázisrepülőtér.

## A repülőtér parancsnokai
- Bakó Ferenc ezredes
- Kositzky Attila ezredes
- Buczkó Imre ezredes
- Pető István László ezredes
- Lanecker József alezredes
- Domonkos Miklós, alezredes 2006. január
- Gangler László, ezredes (jelenleg dandártábornok)
- Magasy Zsolt ezredes

## Szervezeti felépítése
- Vezető szervek
  - Parancsnokság
  - Törzs
- Alegységek
  - Művelettámogató Zászlóalj
    - 1. Információvédelmi Csoport
    - 2. FRISZ Szakasz
    - 3. Repülőtér Üzembentartó és Karbantartó Század
    - 4. Tűzoltó és ABV Szakasz
    - 5. Őr és Biztosító Rendész Század

  - Hadműveleti Központ
  - Logisztikai Zászlóalj
    - 1. Repülést Biztosító Század
    - 2. Logisztikai Század
    - 3. Kiszolgáló Század
    - 4. Raktárak

  - Egészségügyi Központ